# Bjurstuträsket
Bjurstuträsket är en sjö i Skellefteå kommun i Västerbotten och ingår i Skellefteälvens huvudavrinningsområde. Sjön har en area på 0,204 kvadratkilometer och ligger 238,9 meter över havet. Sjön avvattnas av vattendraget Skidträskån (Grundträskån). Vid provfiske har abborre, gädda och mört fångats i sjön.

## Delavrinningsområde
Bjurstuträsket ingår i det delavrinningsområde (721584-170023) som SMHI kallar för Mynnar i Petikån. Medelhöjden är 249 meter över havet och ytan är 16,87 kvadratkilometer. Räknas de 26 avrinningsområdena uppströms in blir den ackumulerade arean 298,89 kvadratkilometer. Skidträskån (Grundträskån) som avvattnar avrinningsområdet har biflödesordning 3, vilket innebär att vattnet flödar genom totalt 3 vattendrag innan det når havet efter 74 kilometer. Avrinningsområdet består mestadels av skog (60 procent) och sankmarker (35 procent). Avrinningsområdet har 0,2 kvadratkilometer vattenytor vilket ger det en sjöprocent på 1,2 procent.